# 板倉勝暁
板倉 勝暁（いたくら かつとし/かつとき）は、江戸時代中期の大名。上野国安中藩主。官位は従四位下・伊勢守、肥前守。重形系板倉家4代。

## 略歴
享保13年（1728年）8月28日（『寛政重修諸家譜』では享保12年（1727年））、初代藩主・板倉勝清（当時は泉藩主）の長男として陸奥国泉にて誕生。安永9年（1780年）、父の死去により跡を継ぎ、天明3年（1783年）9月に奏者衆となる。天明4年（1784年）に長男が早世したため、弟・勝意を世子として迎えた。
寛政4年（1792年）7月28日（または8月12日）に死去した。享年65（または66）。跡を勝意が継いだ。

## 系譜
父母
- 板倉勝清（父）

正室、継室
- 戸沢正庸の娘（正室）
- 松平忠愛の娘（継室）

子女
- 板倉鐸次郎（長男） - 早世
- 板倉英次郎（次男） - 早世
- 板倉鎌次郎（三男） - 早世
- 本多忠誠正室
- 土井利厚正室[4]
- 娘[4]（早世）

養子
- 板倉勝意 - 勝清の六男